# Niani
Niani est un village de la Haute-Guinée, dans la préfecture de Kankan, en Guinée. Niani était considérée dans le passé comme ayant été une des capitales de l'empire du Mali aux XIIIe et XIVe siècles. Mais des recherches ont montré que cette hypothèse est désormais révolue et plus d'actualité.

## Fondation de la ville
Dans La Grande Geste du Mali, Wa Kamissoko fournit la généalogie suivante pour la dynastie régnante de Niani : Niani est fondée par Kolomba Kamara ; quatre générations après lui vient Kolinkin Kamara, dont le fils est Niani Massa Kara Kamara.
Wa Kamissoko indique également que le baobab de Niani faisait l'objet d'un culte. Youssouf Tata Cissé précise dans le même livre que les Kamara sont amenés par la suite à abandonner Niani à cause d'une épidémie, soit de maladie du sommeil, soit de fièvre jaune, et vont s'établir dans plusieurs autres villes de la haute vallée du Niger, dont Niani-Kouroula, Niani dans la montagne, avant d'aller s'installer à Dakadjalan.
Niani est fréquemment mentionnée dans plusieurs versions de l'épopée de Soundiata. Dans la version de Mamadou Kouyaté adaptée en français par Djibril Tamsir Niane, Niani est mentionnée comme étant la capitale du royaume du Mandé sous le règne de Naré Maghann Konaté, le père de Soundiata ; elle apparaît sous le nom de Nianiba, « Niani la Grande ». Lorsque plusieurs villes du Mandé se révoltent contre la domination de Soumaoro Kanté qui a envahi le royaume, celui-ci se venge en rasant Niani. Par la suite, après sa victoire sur Soumaoro, Soundiata s'établit à Niani dont il fait la capitale de son empire : il la fait reconstruire et agrandir, et la ville devient rapidement un centre politique et économique prospère. 

## Développement de la vallée de Niani entre leVIeet leXVIIesiècle

### Mise en évidence de phases de développement par les fouilles archéologiques
Les recherches archéologiques menées, même si très peu concluantes,  dans la vallée de Niani ont permis de distinguer trois phases dans le développement de l'occupation de la vallée de Niani : VIe – IXe siècles, Xe – XIIIe siècles et XIIIe – XVIIe siècles. Ces phases sont décrites par l'archéologue polonais Władysław Filipowiak au retour de recherches polono-guinéennes en 1968 sur le site de Niani.
Les différentes recherches archéologiques ont révélé des restes de construction de bois et d'argile, datées de la première phase, le long de la rivière Sankarani et des collines avoisinantes. L’occupation de la vallée se serait ensuite développée le long des torrents Farakole (Koleni) et Folonbadin. On y trouve des restes de villages, de fonderies et des tombes à tumulus. Des armes, décors et céramiques ont été retrouvées lors des recherches archéologiques dans ces tombes à tumulus datées de la deuxième phase (Xe-XIIIe sicèles).
Les changements essentiels au XIIIe amènent les chercheurs amènent les chercheurs à estimer que c'est à cette époque que Soundjata Keïta aurait choisi la ville de Niani comme siège du royaume nouvellement organisé.

### Création du "quartier royal" vers la fin duXIIIesiècle
Les recherches archéologiques menées sur le site de Niani ont mis en évidence l'existence d'un quartier de 5 ha sur une plaine de la rive occidentale du ruisseau Farakole. Des restes de fortifications entourent une grande place dans la partie septentrionale et des habitations dans les parties sud, est et ouest élevées sur des soubassement ronds et établies avec la technique du banco. Les chercheurs supposent que le palais était situé dans la partie est, du fait de la découverte d'un bâtiment d'une largeur supérieure aux habitations dans cette partie du "quartier". L'archéologue Władysław Filipowiak décrit un sol d'argile dont les restes se sont conservés, des poutres jointes par des chevilles et clous en fer ainsi que des portes en bois. La mosquée et la salle d'audience décrite par Ibn Battuta auraient été construitent plus tardivement. L'historien Francis Simonis estime que cette salle d'audience "surmontée d'une coupole" aurait été construite à la même époque que les grandes mosquées de Gao et de Tombouctou par Mansa Moussa au retour de son pèlerinage à La Mecque (1324-1325).

## Incertitudes liées à l'emplacement de la capitale du Mali
Des doutes subsistent sur le nom et l'emplacement de la capitale de l'empire du Mali au temps de son apogée au XIVe siècle. En effet, les récits oraux ne peuvent pas être utilisés avec certitude, faute de moyens pour mesurer les transformations qu'ils ont subies au cours du temps. La découverte du site archéologique de Niani dans les années 1920 puis les résultats des fouilles archéologiques menées dans la vallée de Niani ainsi que les récits des voyageurs et commerçants arabes ne permettent pas d'affirmer que la ville a été l'une des capitales de l'empire du Mali.
Dans la version de l'épopée de Soundiata Keïta que donne Wa Kamissoko et de Djibril Tamsir Niane, Soundiata Keïta naît à Dakadjalan et c'est là qu'il passe son enfance. Soundjata quitte la ville à la mort de son père, puis revient y établir son pouvoir après sa victoire sur Soumaoro et y réside jusqu'à sa mort.
Louis-Gustave Binger, de passage à Tenetou en septembre 1887, y récolta des renseignements sur la cité et en dressa une carte de son emplacement probable. 

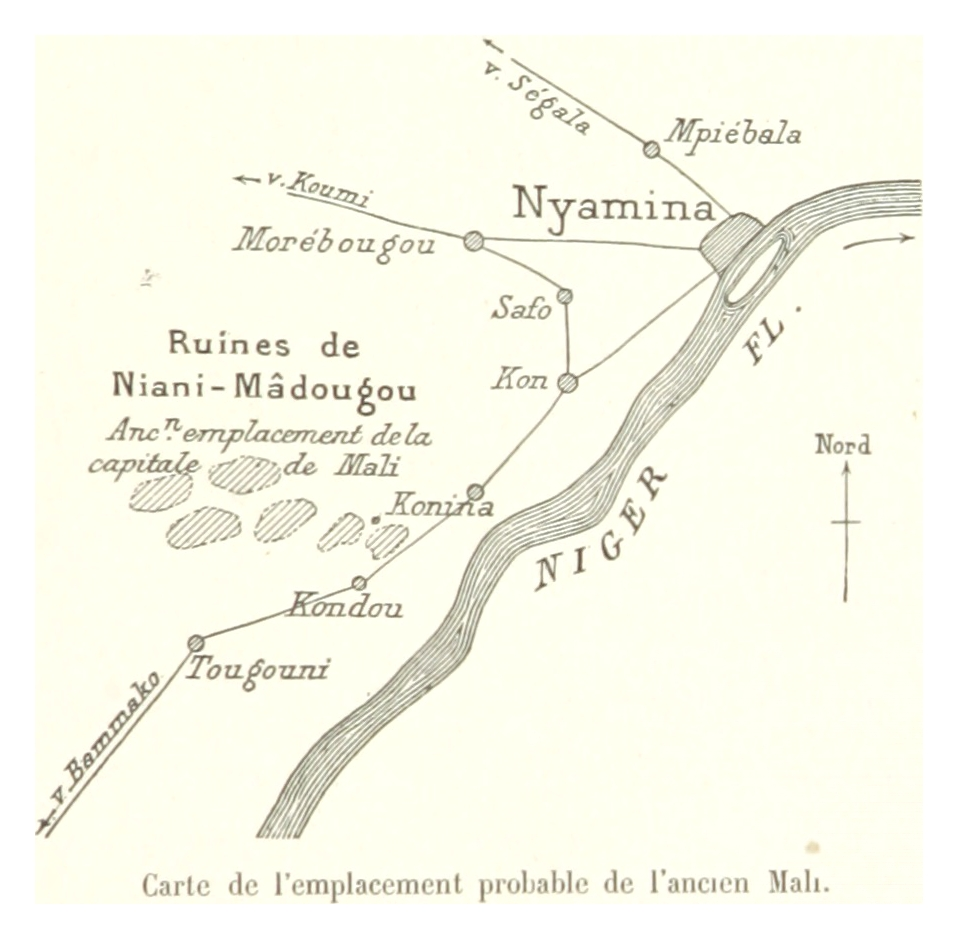
Carte de l'emplacement probable de l'ancien Mali par L-G Binger, extraite de Du Niger au golfe de Guinée, Hachette, 1892, p. 57

Le Niani est aussi une ancienne petite province de Sénégambie.